# Adenomera cotuba
Espèce
Adenomera cotuba est une espèce d'amphibiens de la famille des Leptodactylidae.

## Répartition
Cette espèce est endémique de l'État de Goiás au Brésil. Elle se rencontre à environ 840 m d'altitude dans la municipalité de Teresina de Goiás.

## Publication originale
- Carvalho & Giaretta, 2013 : Bioacoustics reveals two new syntopic species of Adenomera Steindachner (Anura: Leptodactylidae: Leptodactylinae) in the Cerrado of central Brazil. Zootaxa, no 3731, p. 533–551.